# León Angel Olano y Urteaga
León Angel Olano y Urteaga OFMCap (* 29. September 1891 in Alzo, Baskenland, Spanien; † 21. Mai 1970 in Tumon, Tamuning, Guam) war ein spanischer römisch-katholischer Ordensgeistlicher und Apostolischer Vikar von Guam.

## Leben
Olano wurde in einem kleinen Dorf in der spanischen Provinz Gipuzkoa geboren. Er trat in die Ordensgemeinschaft der Kapuziner ein und studierte an einem Seminar in Estella, Navarra. Am 18. Dezember 1915 empfing er das Sakrament der Priesterweihe.
Nach einer Tätigkeit in Hondarribia von 1916 bis 1918 ging Olano als Missionar nach Guam.
Am 9. Juli 1934 wurde er zum Apostolischen Vikar von Guam und Titularbischof von Lagina ernannt. Die Bischofsweihe spendete ihm am 5. Mai 1935 in seiner spanischen Heimatprovinz der Bischof von Vitoria, Mateo Múgica y Urrestarazu; Mitkonsekratoren waren der Bischof von Pamplona, Tomás Muñiz Pablos und der Bischof von Barcelona, Manuel Irurita y Almándoz. Er hatte das Amt des Apostolischen Vikars bis 1945 inne.
Olano lebte nach seiner Amtszeit 15 Jahre lang in der philippinischen Hauptstadt Manila, ehe er 1960 in seine Heimatprovinz in Spanien zurückkehrte. Bei einem Aufenthalt auf Guam im Jahr 1970 anlässlich der Bischofsweihe von Felixberto Camacho Flores bat er diesen, sich dauerhaft dort niederlassen zu dürfen. Er starb nur wenige Tage später, am 21. Mai 1970 im Alter von 78 Jahren, nachdem er beim Schwimmen am Strand in Tumon einen Herzinfarkt erlitten hatte. Olano wurde in der Kathedrale Dulce Nombre de Maria beigesetzt.